# Ambrosia peruviana
Ambrosia peruviana là một loài thực vật có hoa trong họ Cúc. Loài này được Willd. mô tả khoa học đầu tiên năm 1805.